# Игольчатое ружьё

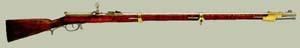
Винтовка Дрейзе

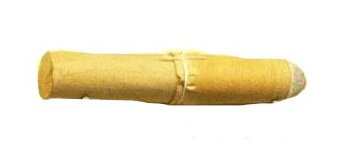
Бумажный патрон

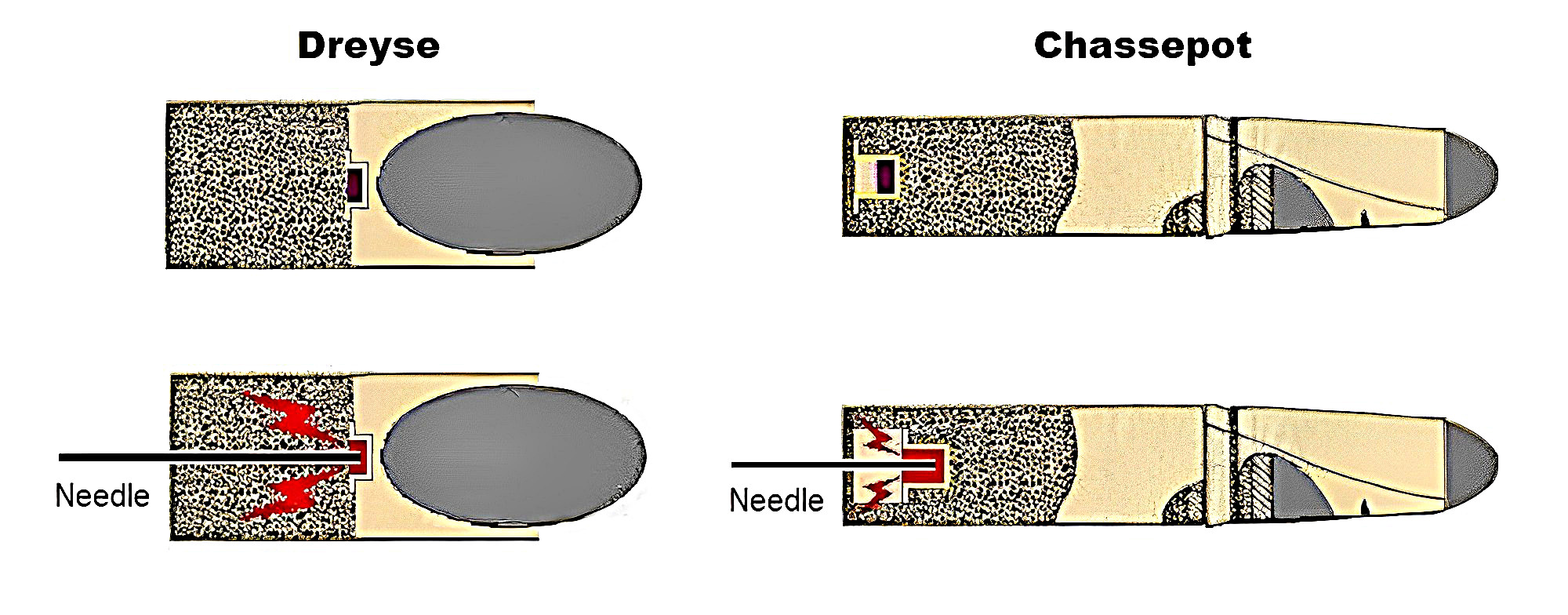
Сравнение бумажных патронов Дрейзе и Шасспо

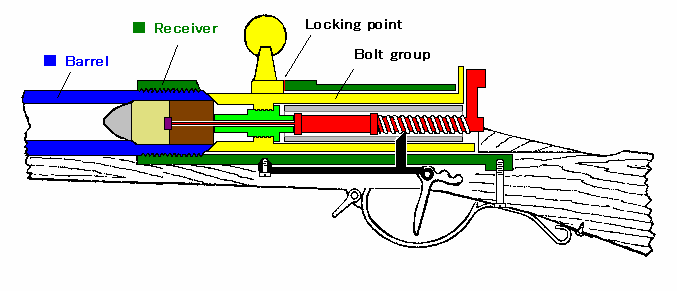

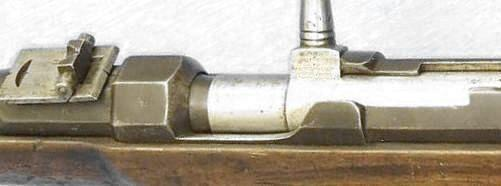
Применение скользящего затвора

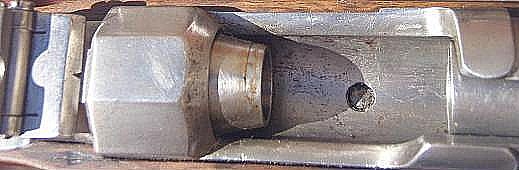

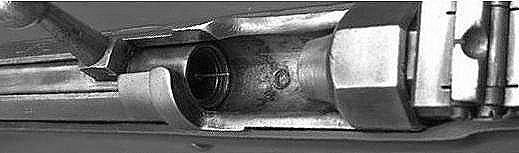

Иго́льчатое ружьё — первый тип нарезного ружья (винтовки), заряжавшийся с казённой части бумажным патроном. При спуске курка игла затвора прокалывала дно бумажной гильзы патрона и воспламеняла ударный состав капсюля, находившийся на донце пули или в основании гильзы. Пуля легко входила в нарезы, а бумажная гильза частично сгорала вместе с пороховыми газами, а её остатки выбрасывались через ствол. Ружьё предложено в 1827 году немецким оружейником И. Н. Дрейзе, после многочисленных безуспешных попыток стрельбы унитарным патроном из ружей, заряжавшихся с дула. Первый образец введён в прусской армии в 1840 году. Прусские военные высоко оценили качества нового оружия и держали его данные в секрете, обозначив в документах туманным «лёгкое капсюльное ружьё 1841 г.»
Появление унитарных патронов с металлической гильзой привело к постепенному вытеснению игольчатых винтовок, с недостатками которых перестали мириться к концу 1870-х. А недостатки были серьёзные — игла, воспламеняющая капсюль, во время выстрела находилась в патроннике, подвергаясь воздействию пороховых газов, т.е. высокой температуре, что приводило к быстрому выходу иглы из строя. Поэтому пруссаки считали нормальным иметь три иглы на боезапас в 60 патронов — так часто они выходили из строя. Обрывки бумажных гильз, не сгоревших полностью при выстреле, засоряли ствол, приводя к его повышенному износу. Поворотно-скользящий затвор (давший начало самой распространённой конструкции затвора) нередко сминал при досыле бумажную гильзу. Проблема обтюрации пороховых газов так и не была полностью решена.

## Винтовка Дрейзе
Разработка данной винтовки началась с дульнозарядных образцов с унитарным бумажным патроном. Для воспламенения капсюля была устроена игла, проходящая через дно ствола, по которой сначала ударял обыкновенный курок ружейного замка, а затем последний был заменён скользящим замком со спиральной пружиной. Так как перед заряжанием прежде всего нужно было взвести курок, то есть оттянуть назад из канала конец иглы, иначе при заряжании был неизбежен выстрел, и так как всегда можно было ожидать, что стрелок в бою забудет сперва взвести иглу перед забиванием патрона с дула, то Дрейзе предложил обходиться без шомпола, сделав патрон с зазором, так, что он сам под действием веса легко доходил до дна канала при заряжании. Однако это приводило к плохой меткости, возможности частичных осечек и нередкой потере патрона из заряженного ружья. В результате Дрейзе пришёл к необходимости заряжания с казны. Им был разработан скользящий затвор; диаметр папкового шпигеля в патроне был немного больше диаметра ствола по полям; при спуске игла прокалывала дно гильзы, проходила через заряд и воспламеняла капсюль; при выстреле шпигель врезывался в нарезы и, плотно сжимая пулю, сообщал ей вращение. Патрон ружья Дрейзе состоял из бумажной гильзы с пороховым зарядом, папкового шпигеля с впрессованной сзади лепёшкой ударного состава и углублением спереди и яйцевидной пули, которая вкладывалась в это углубление и удерживалась спереди обжатыми краями гильзы.
Предложенное в Пруссии в 1836 году 4,8-линейное ружьё Дрейзе, после тщательного испытания, было принято для пехоты под названием обр. 40 г., Применение унитарного бумажного патрона и скользящего затвора увеличило скорость стрельбы в 4—5 раз, но подражания в других армиях долго не вызывало, так как многие военные авторитеты скорострельность ружья признавали даже вредной и опасной с точки зрения напрасной траты патронов и трудности в бою удерживать управление огнём в руках командира; заряжание с казны и унитарный патрон признавались полезными только в виду удобства заряжания при стрельбе лёжа, с коня, через бойницы, когда употребление шомпола было неудобно; было обращено внимание на всё же не вполне удовлетворительную обтюрацию. Поэтому во Франции, где Дрейзе начал свои работы прежде, чем обратиться к Пруссии, его ружьё не было принято. В России, после испытания в 1850-х годах, ружья Дрейзе тоже были признаны неудобными. Только после Гражданской войны в США (1861—1865 годов) и особенно после австро-прусской войны 1866 года, особенно в битве при Кёниггреце, когда пруссаки легко переиграли австрийцев, успех пруссаков всецело было приписан их ружью и игольчатое ружьё обратило на себя внимание других государств.

## Винтовка Шасспо
Во Франции в 1866 году была принята 4,3-линейная винтовка, затвор которой, разработанный лейтенантом Шасспо, был лучше, чем у Дрейзе из-за обтюрации, благодаря каучуковому уплотнителю под шляпкой затвора, а также укорочения иглы, вследствие чего она реже ломалась; укорочение иглы достигнуто тем, что капсюль был помещен на дне гильзы, а не пули. Взведение курка производилось не в два, как у Дрейзе, а в один приём перед открыванием затвора. Благодаря хорошей обтюрации и, как следствие, большей начальной скорости пули (420 м/с вместо обычной тогда 300 м/с), дальность и точность стрельбы из винтовки Шасспо были гораздо больше.

## Винтовка Карле

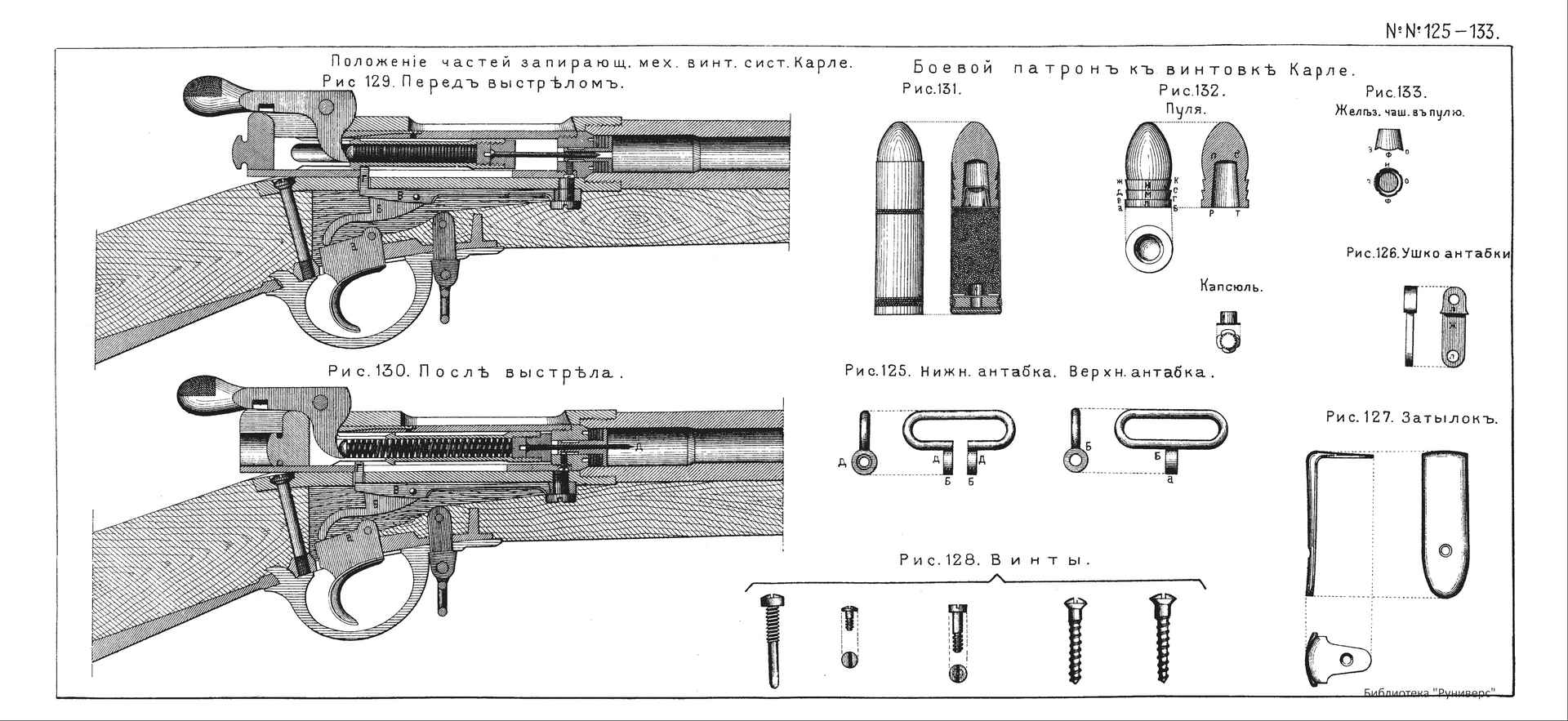
Устройство винтовки Карле и патрона к ней

В 1868 году проживавший в Великобритании немец Карле получил патент на собственную систему игольчатого ружья, в общем очень сходную с системой Шасспо. Этой системой воспользовались в России для переделки 6-линейной винтовки в казнозарядную. В затворе Карле игла была ещё короче, а в обтюраторе каучуковые уплотнители заменены кожаными. Для своего патрона Карле принял бывшую и у заряжаемых с дула русских 6-линейных ружей пулю Минье с чашечкой в дне и поместил её больше, чем на половину, в бумажную гильзу с папковым поддоном, склеенным из трёх кружков, причём в среднем, меньшего диаметра, впрессован был капсюль; а около этого кружка гильза снаружи обжата и обвязана шерстяной ниткой, способствовавшею лучшей обтюрации. Игле затвора нужно было при выстреле прокалывать только задний кружок. Переделанные несколько сотен штук винтовок успешно выдержали боевые испытания в Туркестане. Но в виду дороговизны переделки и трудности изготовления патронов, а также и общих недостатков бумажных патронов дальнейшая переделка ружей по системе Карле была приостановлена. Остальные винтовки были переделаны по системе Крнка для патрона с металлической гильзой, предложенной в 1868 году. Кроме того взамен игольчатых винтовок в России почти тут же были приняты на вооружение винтовка Бердана № 1 в 1868 году и в 1870 году винтовка Бердана № 2 (всё это эпизоды «несчастной ружейной драмы»).